# Медоу-Ейкерс (Вайомінг)
Медоу-Ейкерс (англ. Meadow Acres) — переписна місцевість (CDP) в США, в окрузі Натрона штату Вайомінг. Населення — 201 особа (2020).

## Географія
Медоу-Ейкерс розташований за координатами 42°51′34″ пн. ш. 106°5′41″ зх. д. / 42.85944° пн. ш. 106.09472° зх. д. (42.859353, -106.094617).  За даними Бюро перепису населення США в 2010 році переписна місцевість мала площу 3,77 км², з яких 3,62 км² — суходіл та 0,15 км² — водойми.

## Демографія
Згідно з переписом 2010 року, у переписній місцевості мешкало 198 осіб у 78 домогосподарствах у складі 62 родин. Густота населення становила 52 особи/км².  Було 81 помешкання (21/км²).
Расовий склад населення:
| - 96,0 % — білих - 0,5 % — азіатів |

До двох чи більше рас належало 3,5 %. Частка іспаномовних становила 1,0 % від усіх жителів.
За віковим діапазоном населення розподілялося таким чином: 22,7 % — особи молодші 18 років, 61,6 % — особи у віці 18—64 років, 15,7 % — особи у віці 65 років та старші. Медіана віку мешканця становила 45,0 року. На 100 осіб жіночої статі у переписній місцевості припадало 106,2 чоловіків;  на 100 жінок у віці від 18 років та старших — 106,8 чоловіків також старших 18 років.
Цивільне працевлаштоване населення становило 114 особи. Основні галузі зайнятості: науковці, спеціалісти, менеджери — 30,7 %, сільське господарство, лісництво, риболовля — 22,8 %, транспорт — 14,0 %, фінанси, страхування та нерухомість — 9,6 %.